# Peter Caffrey
Pour les articles homonymes, voir Caffrey.
Peter Caffrey (né le 18 avril 1949 à Dublin et mort le 1er janvier 2008 à Shrewsbury, Royaume-Uni) est un acteur irlandais, connu pour son interprétation de Padraig O'Kelly dans 33 épisodes des trois premières années (1996-1998) de la série Ballykissangel (en). Il a également joué des rôles mineurs dans Casualty et Peak Practice (en).

## Biographie
Au cours de ses trente ans de carrière, Peter Caffrey est apparu dans près de trente films de télévision et au cinéma, et après son installation à Londres en 1983, il est devenu un visage familier sur la télévision britannique. Son succès dans Ballykissangel (en) est intervenu après qu'il eut surmonté un cancer de la bouche, diagnostiqué en 1992.
En 2000, il subit une attaque cérébrale, dont il ne s'est jamais complètement remis. Il meurt à l'âge de 58 ans, le 1er janvier 2008 en Angleterre.

## Filmographie
- 1982 : Angel de Neil Jordan : Ray
- 2000 : L'Étrange histoire d'Hubert (Rat) de Steve Barron : Mick le barman

## Sources
- (en) Cet article est partiellement ou en totalité issu de l’article de Wikipédia en anglais intitulé « Peter Caffrey » (voir la liste des auteurs).